# Kiss the Sky (Jason Derulo)
Kiss the Sky è un singolo del cantautore statunitense Jason Derulo, pubblicato il 29 luglio 2016 come unico estratto dal primo album di raccolta Platinum Hits.

## Video musicale
Il videoclip è stato pubblicato l'11 agosto 2016 ed è stato girato all'interno di un albergo e nell'omonima piscina all'aperto. Alla fine del video tutti i protagonisti ballano.

## Classifiche

### Classifiche settimanali
| Classifica (2016) | Posizione massima |
| ----------------- | ----------------- |
| Belgio (Fiandre)  | 43                |
| Nuova Zelanda     | 49                |
| Paesi Bassi       | 90                |
| Regno Unito       | 87                |
| Spagna            | 35                |